# Вильденшпринг
Вильденшпринг (нем. Wildenspring) — община в Германии, в земле Тюрингия. 
Входит в состав района Ильм. Подчиняется управлению Гросбрайтенбах.  Население составляет 210 человек (на 31 декабря 2010 года). Занимает площадь 4,44 км².

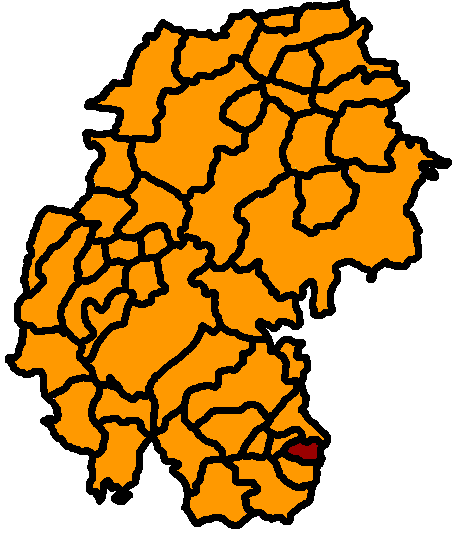
Вильденшпринг